# Brahma-purana
El Brahma-purana es uno de los 18 Puranas (textos religiosos hinduistas).
También se le llama Adi-purana (la leyenda del principio o la historia principal).

## Contexto
No se conoce claramente su fecha de creación.
Podría haber sido escrito en los primeros siglos de la era vulgar.
Los 18 Puranas se dividen tradicionalmente en tres partes de seis Puranas cada una, que se dicen dedicadas respectivamente a Brahmá, Visnú y Shivá (aunque en realidad no hay tal dedicación ni predominio).
Según los visnuístas, en los Puranas dedicados a 
Visnú prevalece sat-tuá-guná (modalidad de la bondad), en los dedicados a
Brahmá prevalece raya guná (modalidad de la pasión) y en los dedicados a
Shivá prevalece tama-guná (modalidad de la ignorancia).
Este Brahma-purana es uno de los Puranas dedicados a Brahmá, pero no se percibe una diferencia importante con los de los otros dos grupos.

## Contenido
Está dividido en dos partes:
- Purva-bhaga (parte anterior), que narra la historia acerca de la creación del universo, detalles de la vida y hazañas de los dioses Rāma y Krishná.
- Uttara-bhaga (parte superior o posterior), que contiene detalles del Purushottam Tirtha (un lugar sagrado de peregrinación en la India).

Se supone que fue revelado por el dios Brahmá (de cuatro cabezas) al patriarca Dakshá (con cabeza de cabra). Su principal objeto parece ser la promoción de la adoración al dios Krishná), según el libro Indian wisdom (pág. 514), de sir M. Monier-Williams, citado en su diccionario inglés-sánscrito.